# Побочная мыза
Побо́чная мы́за (нем. Beigut, эст. kõrvalmõis) — вид рыцарской мызы; экономическая единица, которая вместе с одной или несколькими рядом или недалеко расположенными мызами принадлежала одному владельцу и составляла с ними единое хозяйство. 
Господа (владельцы мызы) жили на одной из мыз, которая, как правило, была построена более представительной, и у которой были права рыцарской мызы. На побочных мызах большее внимание уделялось хозяйственным постройкам. По своей сущности побочные мызы напоминали скотоводческие, но, в отличие от последних, имея статус рыцарских мыз, они давали их собственнику дополнительный голос на заседаниях местного парламента (нем. Landtag, эст. Maapäev).
В 1910 году на территории современной Эстонии насчитывалась 241 побочная мыза. 

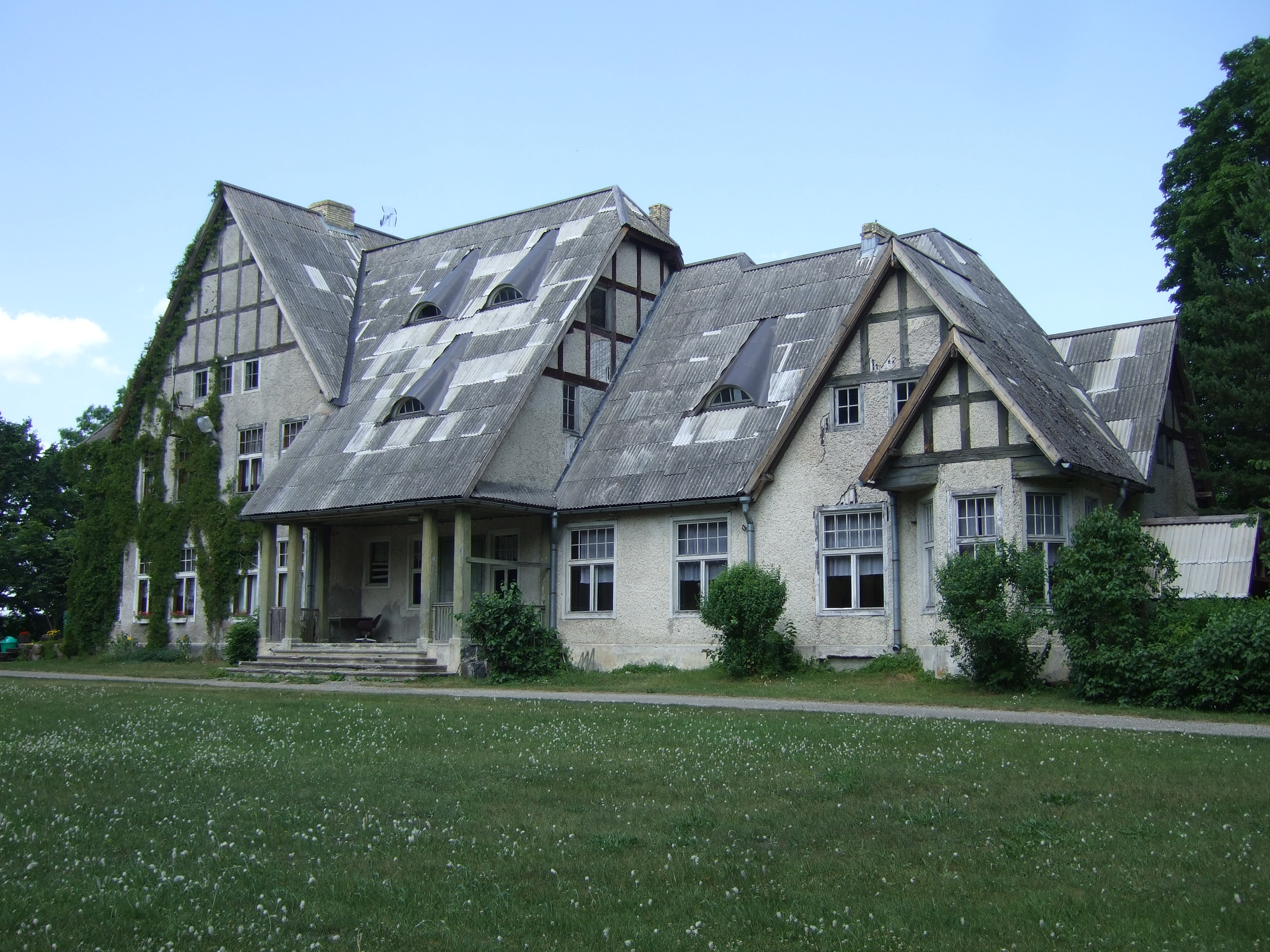
Побочная мыза Иллуст, Эстония
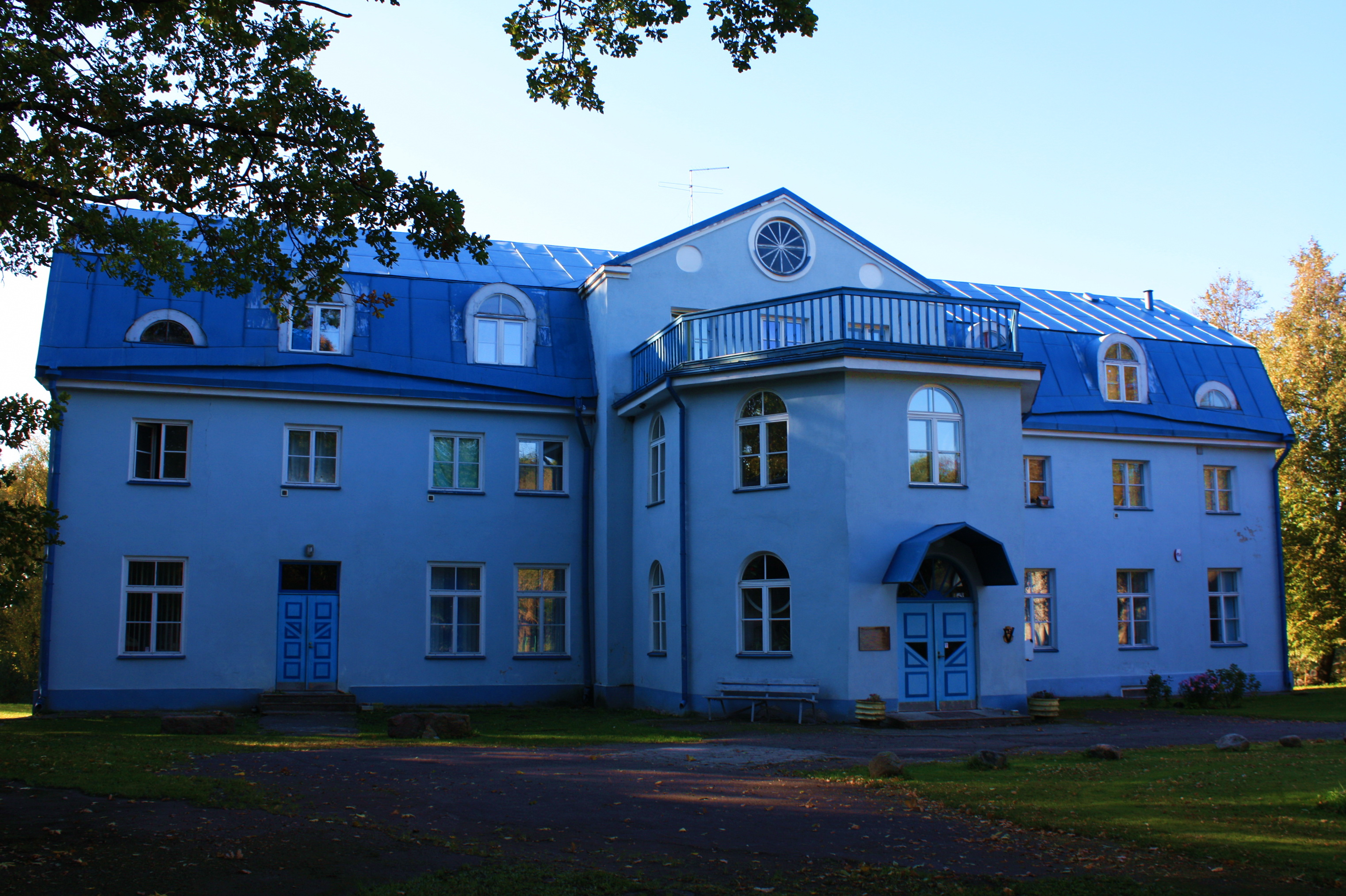
Побочная мыза Витенцевель, Эстония
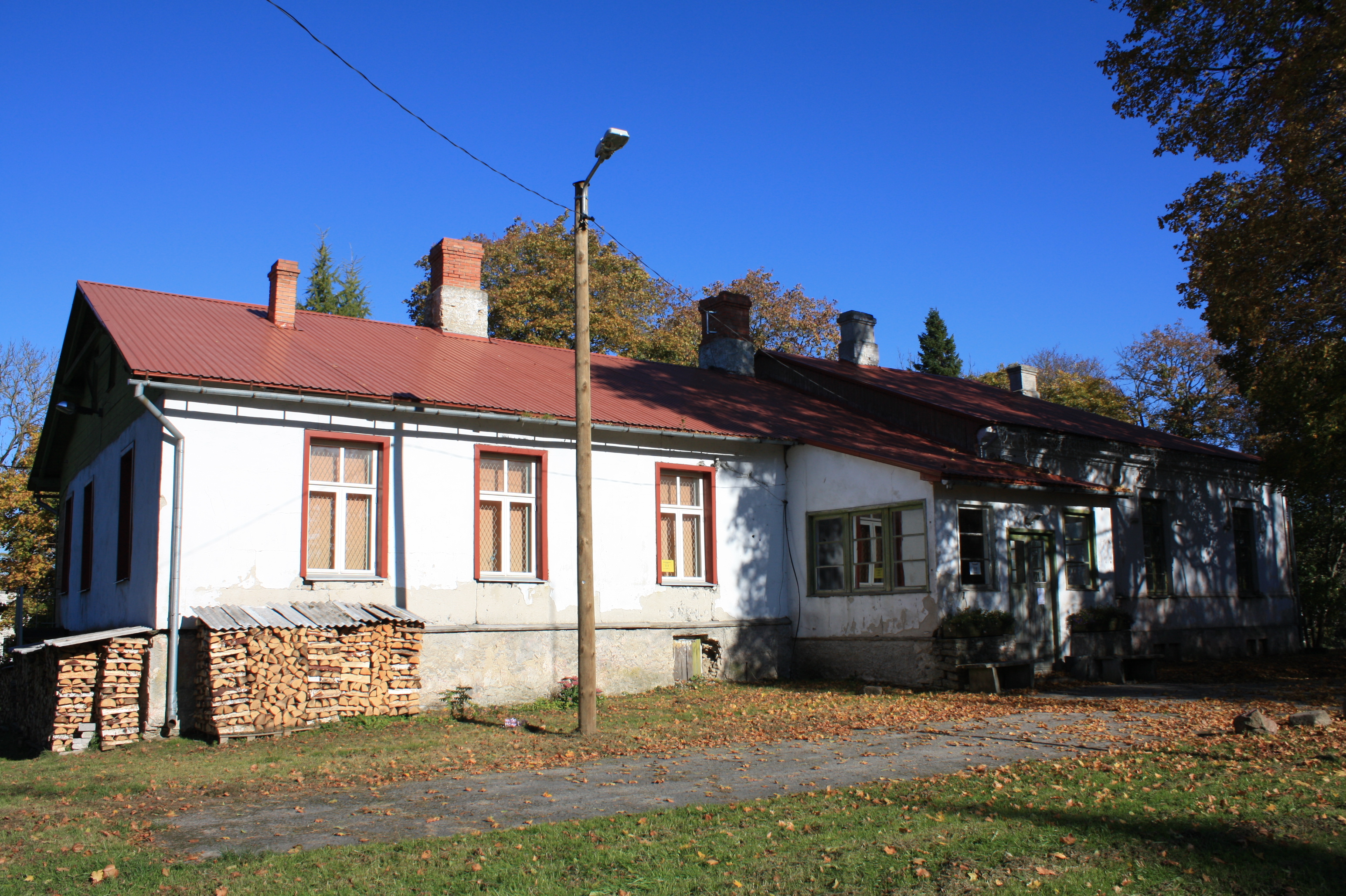
Побочная мыза Хийру, Эстония